# Швейцарские федеральные железные дороги

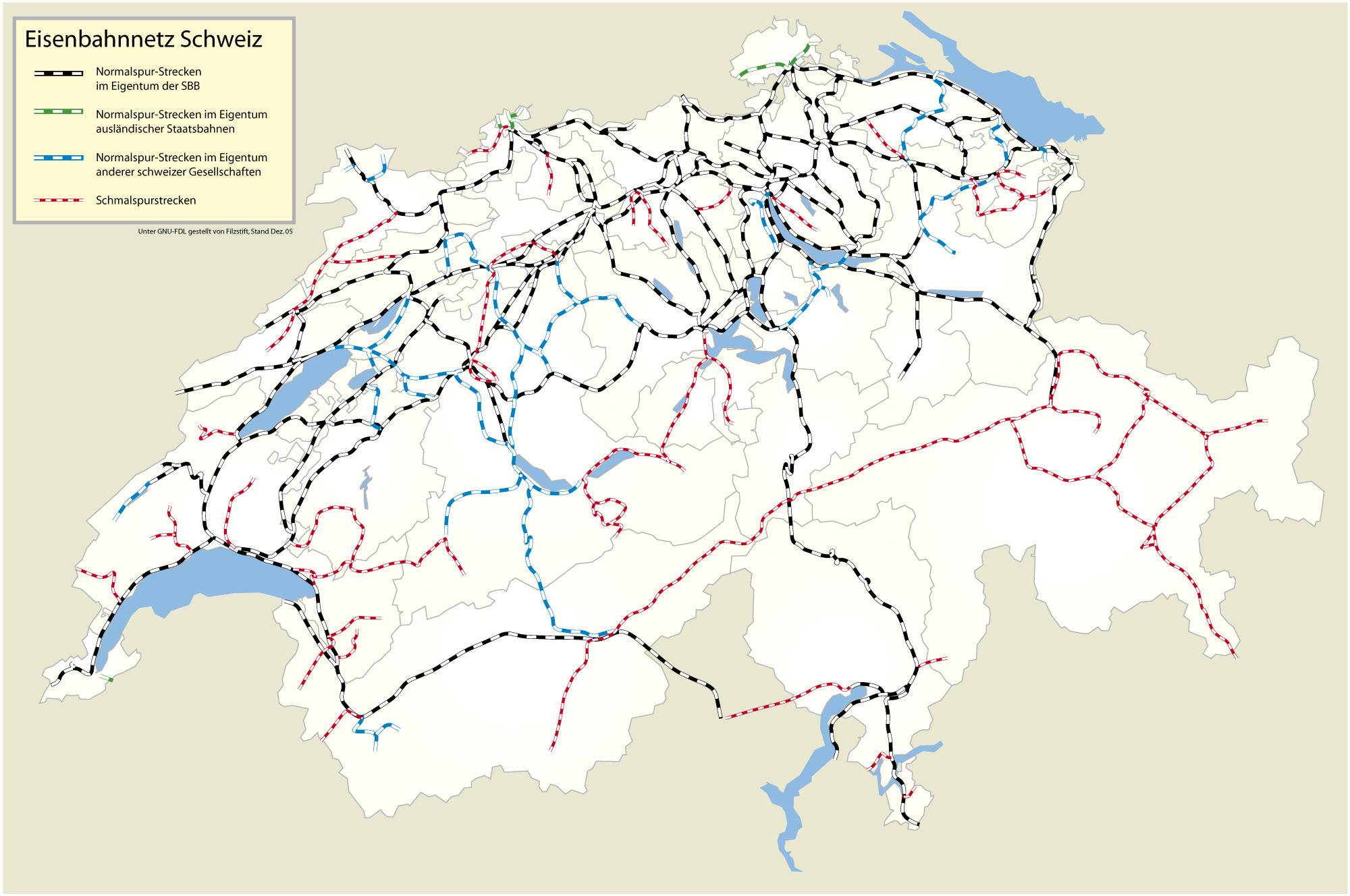
Сетевой план SBB-CFF-FFS

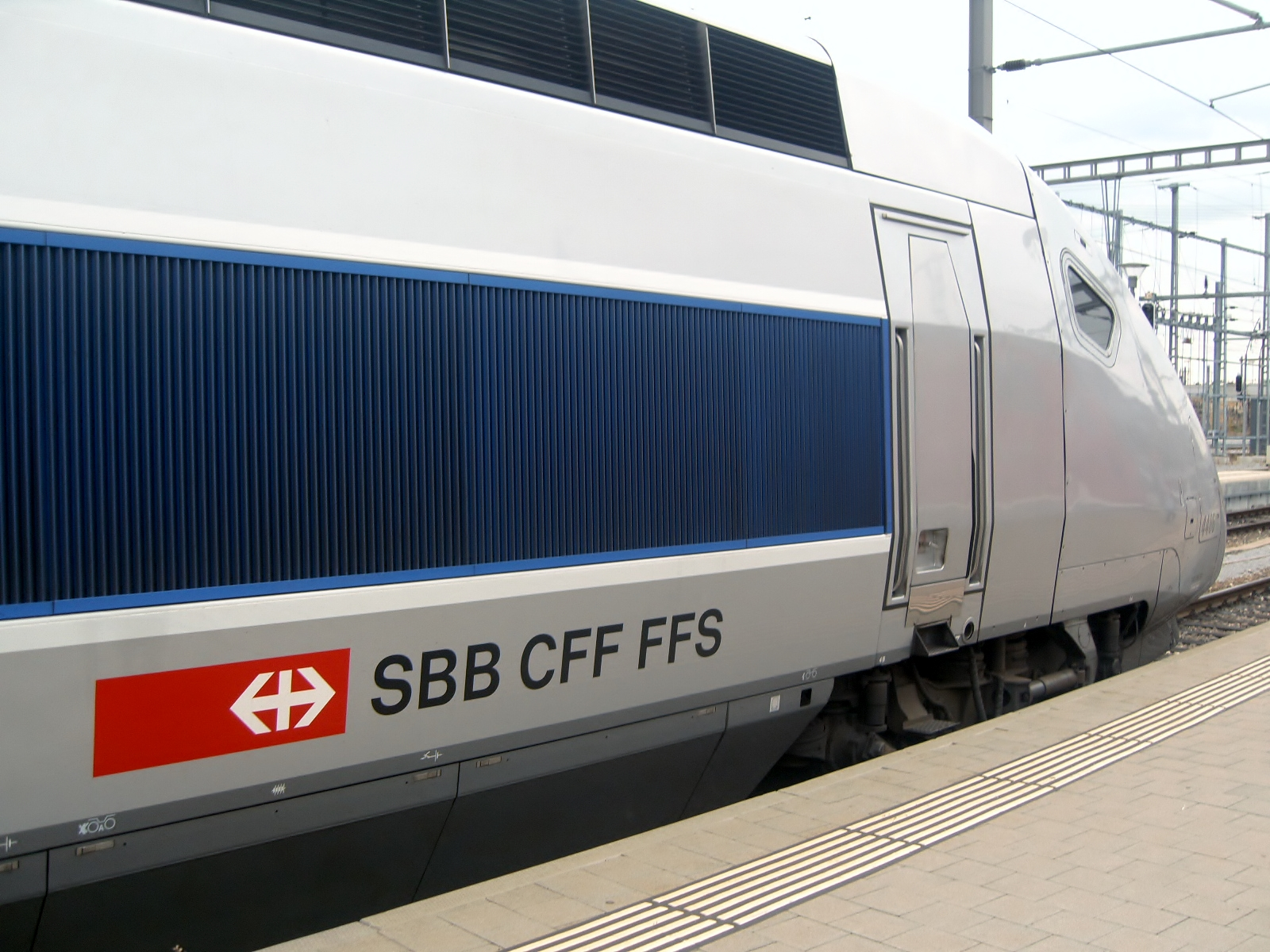
Поезд TGV Basel 4406 на вокзале Basel SBB

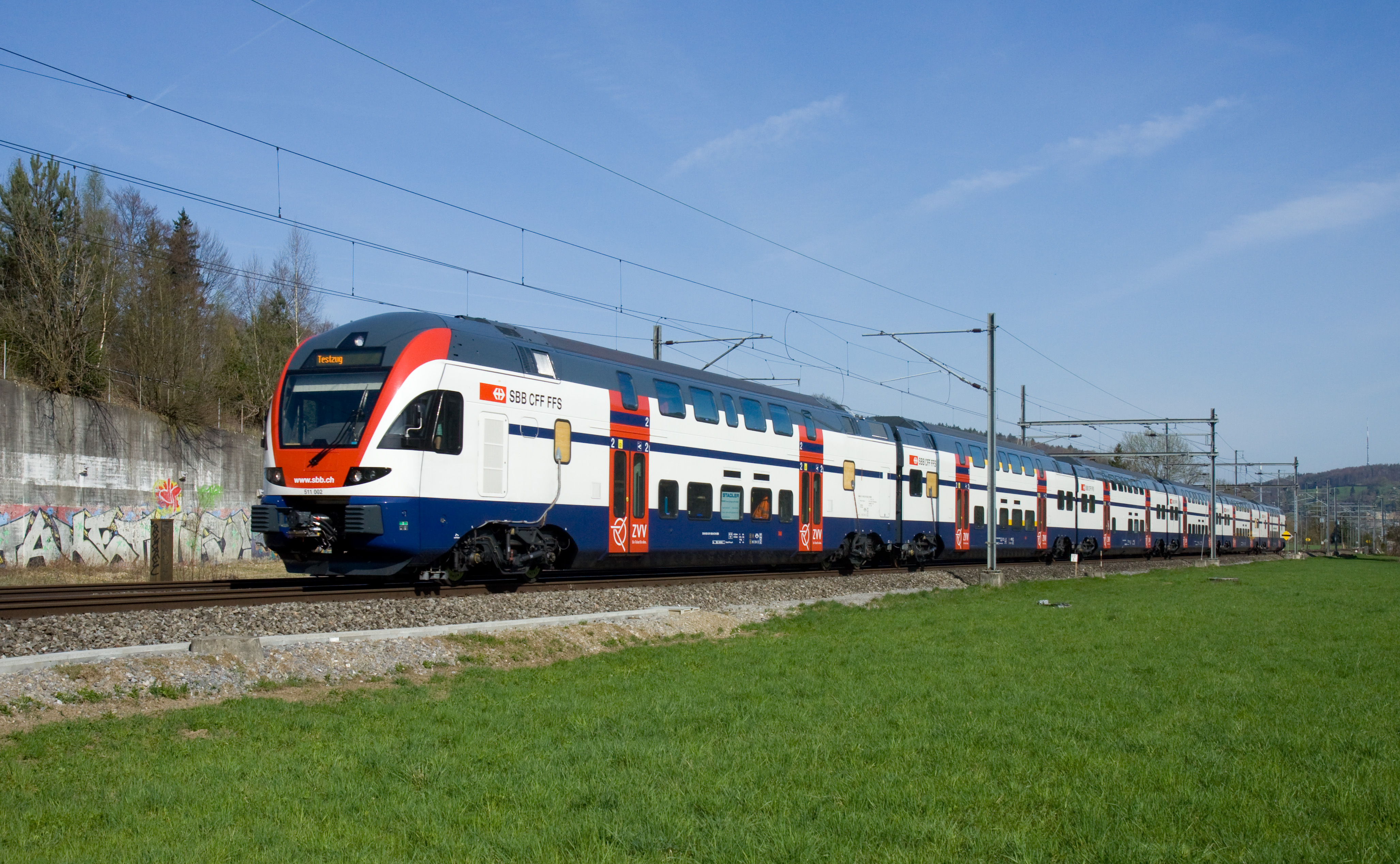
Новейший железнодорожный состав RABe 511 в регионе Цюрих

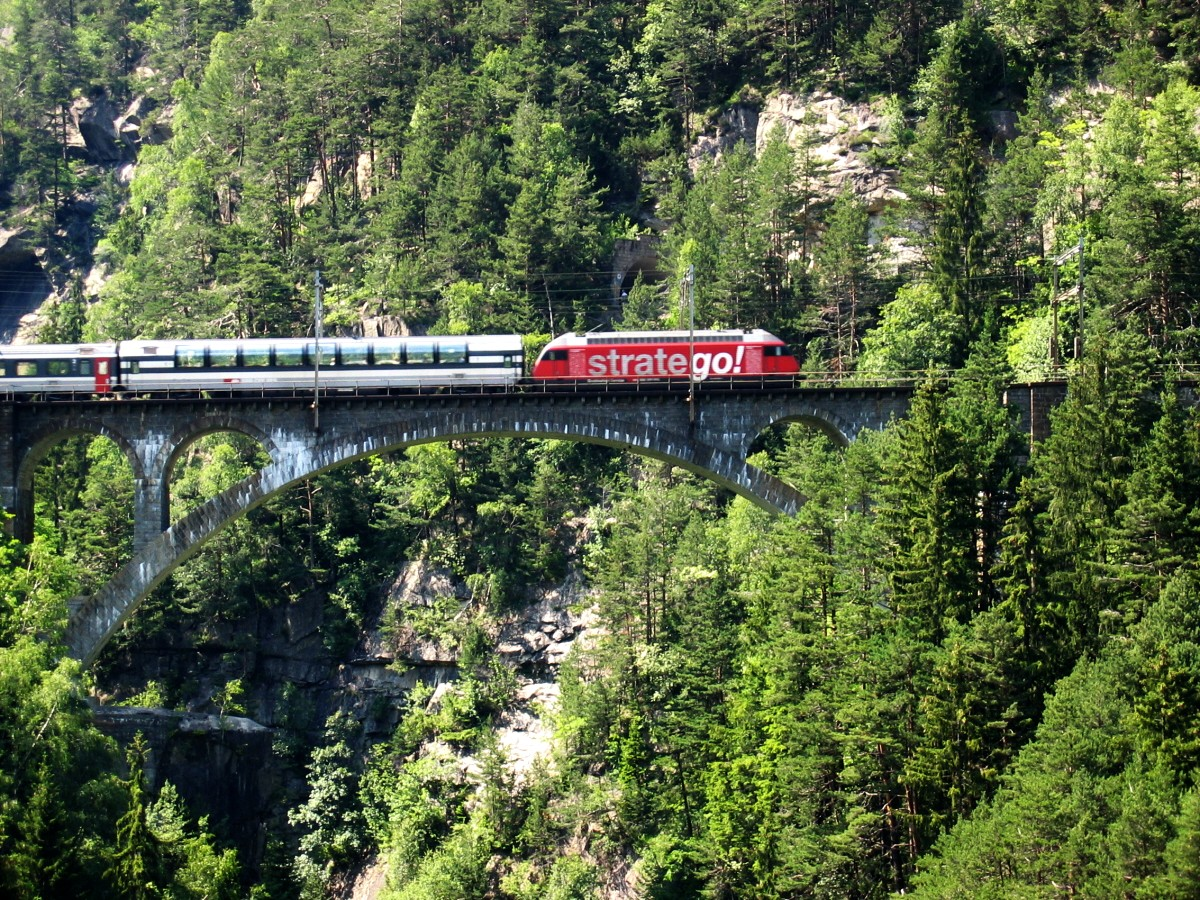
Поезд на Готтардской линии

Швейцарские федеральные железные дороги, SBB-CFF-FFS (нем. Schweizerische Bundesbahnen (SBB), фр. Chemins de fer fédéraux suisses (CFF), итал. Ferrovie federali svizzere (FFS), романш. Viafiers federalas svizras (VFS)) — государственная железнодорожная компания Швейцарской конфедерации со штаб-квартирой в Берне.

## История
Первая железная дорога в Швейцарии была открыта 15 июня 1844 года как часть французской сети между Страсбургом и Базелем. Через три года, 9 августа 1847 года открылась первая полностью швейцарская железная дорога, связавшая Цюрих и Баден. В 1850 году началось строительство железнодорожной сети под руководством Роберта Стефенсона. К 1872 году 5 железных дорог связали основные города востока и запада Швейцарии, а в 1882 году была открыта Сен-Готардская железная дорога, связавшая север и юг страны, а также железнодорожные сети Италии и Германии.
Железные дороги Швейцарии находились под контролем частных компаний, зачастую с иностранным участием. В 1898 году был проведён референдум о национализации железнодорожной сети, большинство швейцарцев поддержали предложение. Были национализированы 5 наиболее важных железных дорог, и на их основе в 1902 году было создано государственное предприятие «Швейцарские федеральные железные дороги» (Schweizerische Bundesbahnen, SBB). В том же году были куплены ещё 3 железные дороги, затем по одной в 1903 и 1909 годах. Всего за 2730 км путей было заплачено 160,49 млн швейцарских франков. В то же время продолжалось строительство новых путей, в 1906 году был открыт Симплонский тоннель, связавший западную часть Швейцарии с Италией. В конце Первой мировой войны железнодорожная сеть страны оказалась практически парализованной из-за нехватки угля, поэтому с 1919 года началась электрификация путей, завершенная к 1960 году.
Федеральным законом от 1944 года устанавливалось, что Швейцарские железные дороги, оставаясь государственным предприятием, будут работать на коммерческой основе, развитие и модернизация сети будет покрываться прибылью от перевозок. В конце 1980-х годов этот принцип был изменён, деятельность SBB была разделена на два сектора: коммерческий (поезда дальнего следования и грузовые перевозки) и общественный (пригородные перевозки); общественный сектор субсидировался правительством, также как расходы на содержание инфраструктуры. В 1990 году субсидии составили 592 млн швейцарских франков.
В 2002 году, в целях сохранения исторического наследия, SBB-CFF-FFS создаёт «Фонд исторического наследия Швейцарских федеральных железных дорог». Этот фонд оберегает имеющий историческую ценность подвижной состав прошлых лет, содержит в Берне инфотеку — большую библиотеку по истории развития транспорта в Швейцарии, с архивом, фотоархивом и собранием плакатов.
Крупная реформа на линиях SBB-CFF-FFS была проведена в рамках программы «Bahn 2000» 12 декабря 2004 года, когда были изменены маршруты 90 % поездов. Одновременно на 12 % было увеличено количество задействованных поездов. Кроме этого, время передвижения поездов в наиболее загруженном транспортном треугольнике Берн-Цюрих-Базель было сокращено на 1 час.

## Деятельность
Подразделения по состоянию на 2022 год:
- Поезда дальнего следования — выручка 2,63 млрд шв. франков
- Региональные перевозки — выручка 1,89 млрд шв. франков;
- Недвижимость — сдача в аренде торговых площадей на станциях, выручка 1,01 млрд шв. франков;
- Грузовые перевозки — выручка 0,85 млрд шв. франков;
- Транспортная инфраструктура — обслуживание железнодорожных путей общей протяженностью 3265 км, выручка 4,49 млрд шв. франков;
- Энергетика — производство электроэнергии, выручка 0,78 млрд шв. франков.

Подвижной состав:
- обмоторенные вагоны — 674
- локомотивы — 516
- маневровые локомотивы — 219
- тракмобили — 226
- пассажирские вагоны — 1947
- товарные вагоны — 4607

Так как все железнодорожные линии Швейцарии электифицированы, компания занимается также и производством электроэнергии. Ей принадлежит 6 электростанций:
- Амштег (кантон Ури)
- Шателар-Барберин (кантон Во)
- Этцельверк (кантон Швиц)
- Массабоден (кантон Вале)
- Ритом (кантон Тичино)
- Вернаяз (кантон Вале)

## Дочерние компании
Дочерние компании:
- SBB Cargo AG (65 %, грузовые перевозки)
- AlpTransit Gotthard AG (100 %, обслуживание тоннелей)
- Zentralbahn (66 %, региональные перевозки между Люцерном, Энгельбергом и Интерлакеном)
- Railaway (100 %, туристическая фирма)
- Elvetino (100 %, кейтеринг)
- Transsicura (100 %, безопасность в транспорте)
- Thurbo (100 %, региональные перевозки на востоке Швейцарии)
- RegionAlps (70 %, региональные перевозки в кантоне Вале)
- TiLo (50 %, перевозки между кантоном Тичино и итальянской Ломбардией)
- Lyria (26 %, перевозки между Швейцарией и Францией)
- Switzerland Travel Centre (туроператор)
- SBB GmbH (100 %, перевозки вдоль границы Швейцарии с Германией, на немецкой территории в южном Бадене, на линиях Вайль-на Рейне — Лёррах и по маршруту линии Seehas)